# دانيال ألميدا
دانيال ألميدا (22 أبريل 1984 بلشبونة في البرتغال - ) هو لاعب كرة قدم برتغالي في مركز الدفاع. لعب مع ريال سبورت كلوب وأورينتال دي لشبونة ‏ وOdivelas F.C. ‏ وG.D. Igreja Nova ‏.

## وصلات خارجية
- دانيال ألميدا على موقع قاعدة بيانات كرة القدم.إي يو (الإنجليزية)
- دانيال ألميدا على موقع Soccerway.com (الإنجليزية)